# Maya Wildevuur

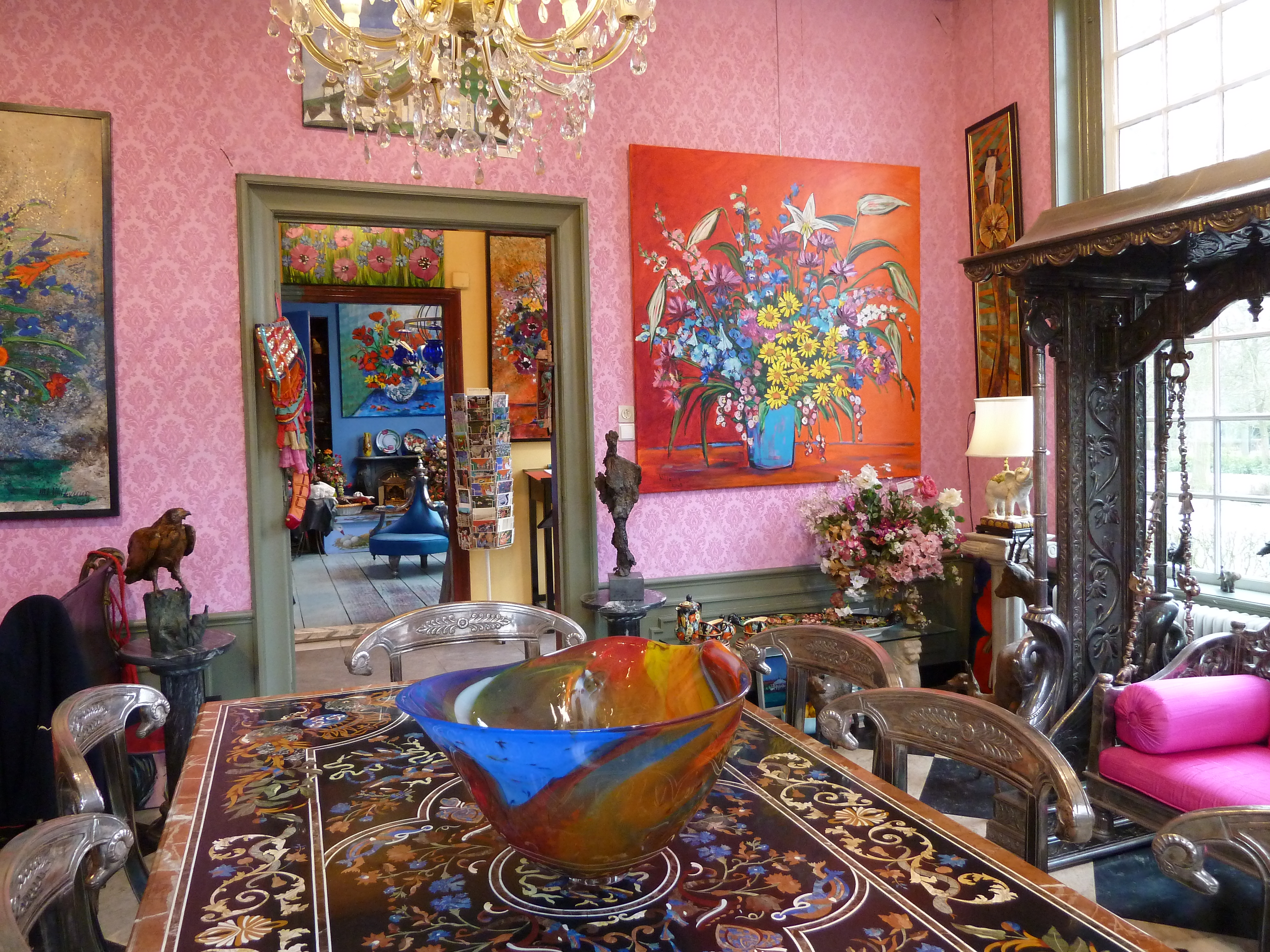
Galerie Wildevuur in de Ennemaborg

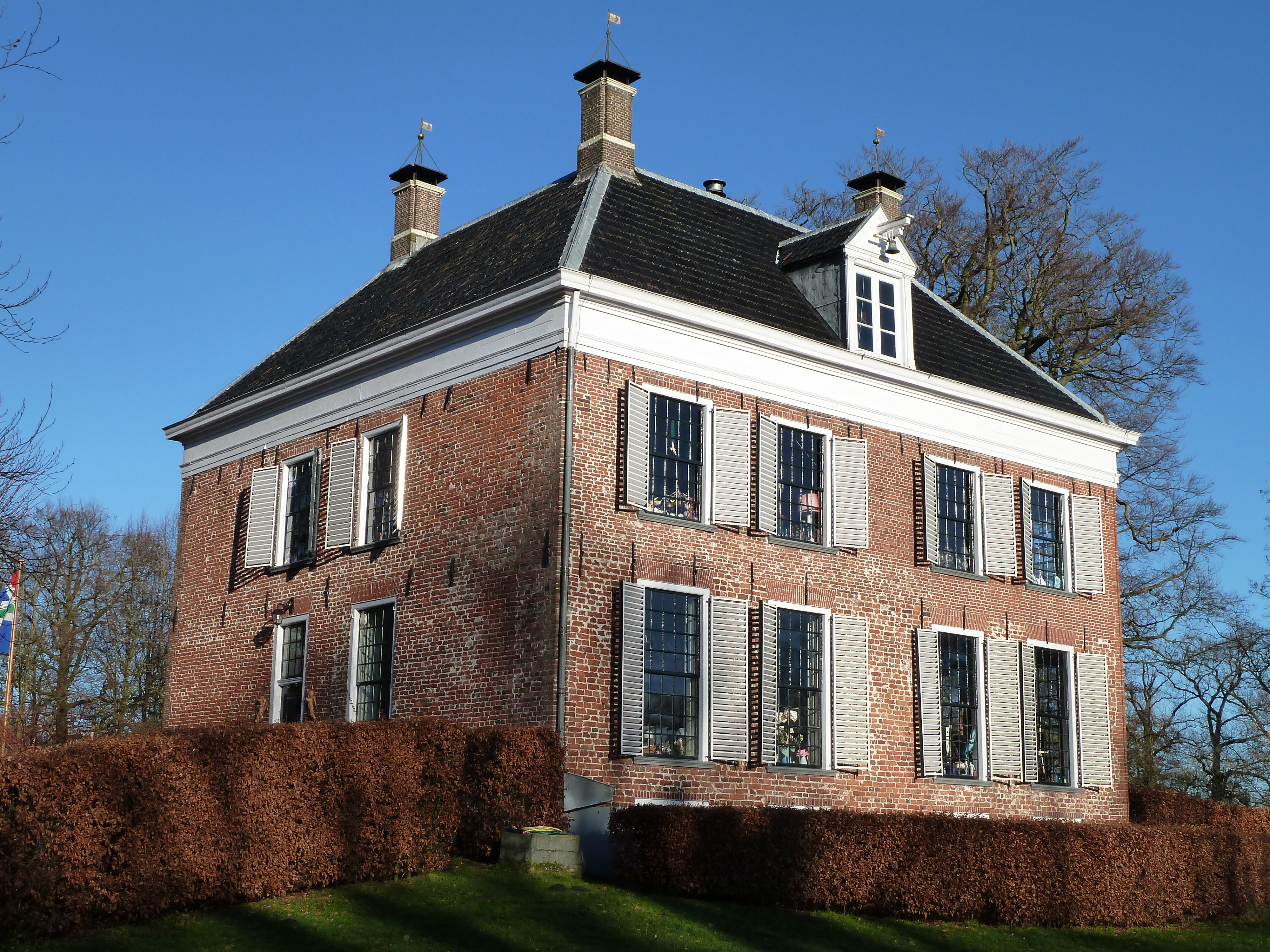
De Ennemaborg

Martje Lammigje (Maya) Wildevuur (Deventer, 24 juli 1944 – Midwolda, 11 april 2023) was een Nederlands textielkunstenares en kunstschilderes.

## Biografie
Wildevuur volgde haar opleiding aan de Academie voor Kunst en Industrie in Enschede. Ze woonde eerst enkele jaren in Enschede en werd in de jaren 1980–1985 vooral bekend om haar 'zijdecollages', die door Engelse landschappen waren geïnspireerd. De zijdetechniek die zij in haar eerste werken gebruikte, straalde zowel eenvoud uit als complexiteit. Hierdoor kreeg ze grote naamsbekendheid in Nederland en daarbuiten. Later paste ze ook andere technieken toe, maar haar stijl bleef steeds herkenbaar.
Het werk van Maya Wildevuur kenmerkt zich door het gebruik van sterke contrasterende kleuraccenten, strakke maar soms grillige vormen én emotionaliteit, al is dit laatste in eerste instantie niet altijd evident. In haar laatste jaren werkte ze met verschillende stijlen en technieken. Maya Wildevuur schilderde vooral bloemen, landschappen en soms dieren, maar werd ook bekend om haar karakteristieke portretten van bekendheden in een heel eigen stijl. Ze maakte schilderijen van Willem-Alexander der Nederlanden en prinses Máxima, Paul van Vliet en andere bekende Nederlanders.
Met alle nuances tussen grijs, groen en blauw verbeelden de collages van Maya Wildevuur landschappen en gebeurtenissen. Een enorm boeket dat ze cadeau kreeg bij de eerste opening van haar galerie werd de aanzet tot een aquarel, waarna de zijdecollages langzaam plaats maakten voor schildersdoek.
In 1984 opende ze met haar partner Jan de Gans (1930-2015) de galerie Maya Wildevuur in de Hiemstrastate in Hooghalen. Sinds 1992 woonden ze op uitnodiging van de stichting Het Groninger Landschap in de Ennemaborg in Midwolda in Oost-Groningen, waarheen ook de galerie verplaatst werd. 
In haar privéleven had zij meermalen grote tegenslagen. Zo was zij in 1994 een van de opvarenden van het cruiseschip Achille Lauro, toen dat bij Somalië door brand verwoest werd.
Ze overleed op 11 april 2023 in haar woonplaats Midwolda op 78-jarige leeftijd. Ze werd daar begraven op 18 april.

## Boeken
- Wim van der Beek, Remi Cnodder, Maya Wildevuur. Van Spijk, Venlo, 1991, 120 pp. ISBN 9062164153
- Maya Wildevuur, Sophie Timmer, Klaproosrood en Korenbloemenblauw. Werk en leven van Maya Wildevuur. On the Wall, Groningen, [z.j.], 160 pp. ISBN 9080887714
- Sophie Timmer, Maya Wildevuur, leven en werk. On the Wall, Groningen, 2010, 160 pp.. ISBN 9789080887718
- Martje Lammigje Wildevuur, Sophie Timmer, Aranka Meijerink-Wijnbeek, De wereld van Maya Wildevuur. D33 Publicaties, Dalfsen, 2010, 128 pp.